# ホンダ・CB400SS
CB400SS（シービーよんひゃくエスエス）は本田技研工業が2001年から2008年に製造販売した、排気量が400ccクラスのネイキッドタイプのオートバイである。

## 概要
型式名BC-NC41。2001年10月10日発表、同月11日発売されたCBシリーズ排気量400ccクラス（普通自動二輪車）のネイキッドモデル。1998年発売のNC38型CL400をベースに開発された。このためセミダブルクレードル型フレーム・前輪テレスコピックならびに後輪スイングアームのサスペンション・NC38E型空冷4ストロークSOHC4バルブ単気筒エンジンなど基本構成部品の多くが共通する姉妹車である。
自動車排出ガス規制強化に対応せず2008年9月に生産終了。
車両解説
単気筒エンジンの心地よい鼓動感と伝統を感じさせるベーシックなデザイン。さらには軽量化による扱いやすさをコンセプトに開発されたロードスポートモデルである。
車名のSSは、当初シングル（単気筒）のスタンダード機種を目指すStandard Singleの略という意味を持たせたが、2003年以降はSingle Sportsの略という意味合いに変更された。
搭載されるMC38E型エンジンはCL400からのキャリーオーバーであるが、元々は1995年からエンデューロレース専用の輸出モデルと製造されていたXR400R用NE03E型に以下の設計変更を実施したものである。
- 圧縮比：9.3→8.8
- キャブレター：PD36型強制開閉→VE型負圧
- 排気バルブ径縮小
- フライホイールマス増量
- マニュアルデコンプ機構の廃止
- 二次空気導入装置の搭載

このため基本的にXR400Rのエンジン部品流用によるチューニングが可能とされる。さらにNE03E型も基本設計は、1983年製造のXR350Rに搭載されていた排気量339ccSOHC単気筒エンジンから継承されたものであり、後部マウント・カムチェーンテンショナー・スタッドボルトの一部は変更されるが、RFVCもそのまま搭載される。
また潤滑方式はドライサンプを採用したことも含め車体デザインや広告戦略などからヤマハSR400が対抗車種とされたが、相違点としてクランク内にバランサーを搭載するため振動面・騒音面では有利である。また振動減少の二次効果としてフレームに過度の補強が不要となるため軽量化できるメリットがあり、発売当初はクラス最軽量モデルとなった。
始動は、オートデコンプ装備キックスターターのみとされたが、2003年のマイナーチェンジでセルフスターターが搭載された。

## 遍歴

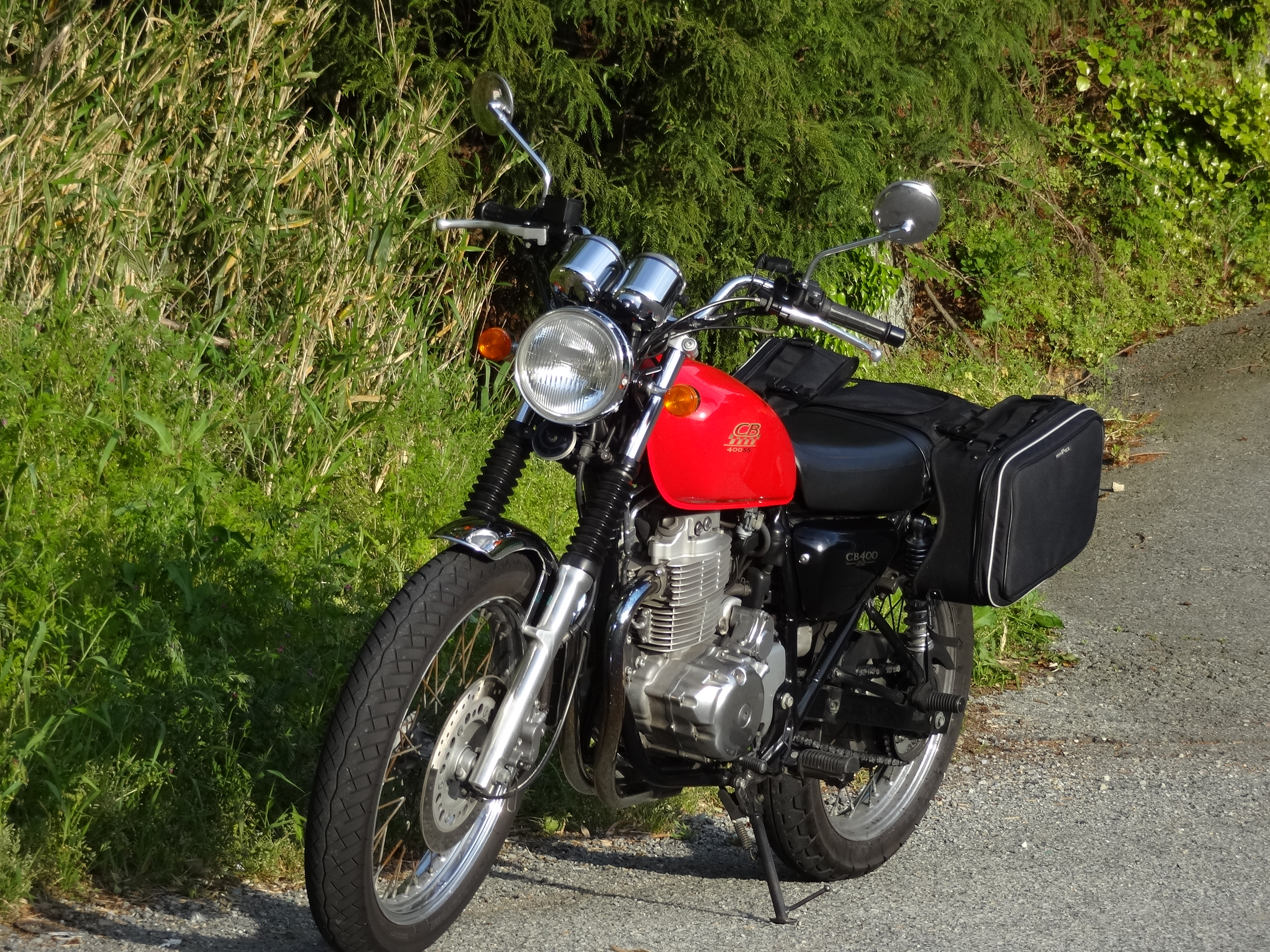
パッションレッド

2001年10月10日発表、同月11日発売
以下の車体色を設定
- パッションレッド（ソリッド）
- プラズマイエロー（ソリッド）
- パールアトランティスブルー（ストライプ）

2002年10月21日発表、同月22日発売
以下の車体色へ変更するマイナーチェンジ
- ブラック（ソリッド）
- パッションレッド（ソリッド）
- フォースシルバーメタリック（ストライプ）
- パールアトランティスブルー（ストライプ）

2003年5月21日発表、同月22日発売
以下の特別装備を施したCB400SS・SPECIALを200台限定でPRO'S 店のみで販売
- 車体色：ブラックxキャンディーブレイズオレンジ
- JMCA認証のスリップオンタイプスーパートラップメガホンマフラーならびにエキゾーストパイプカバーを装着

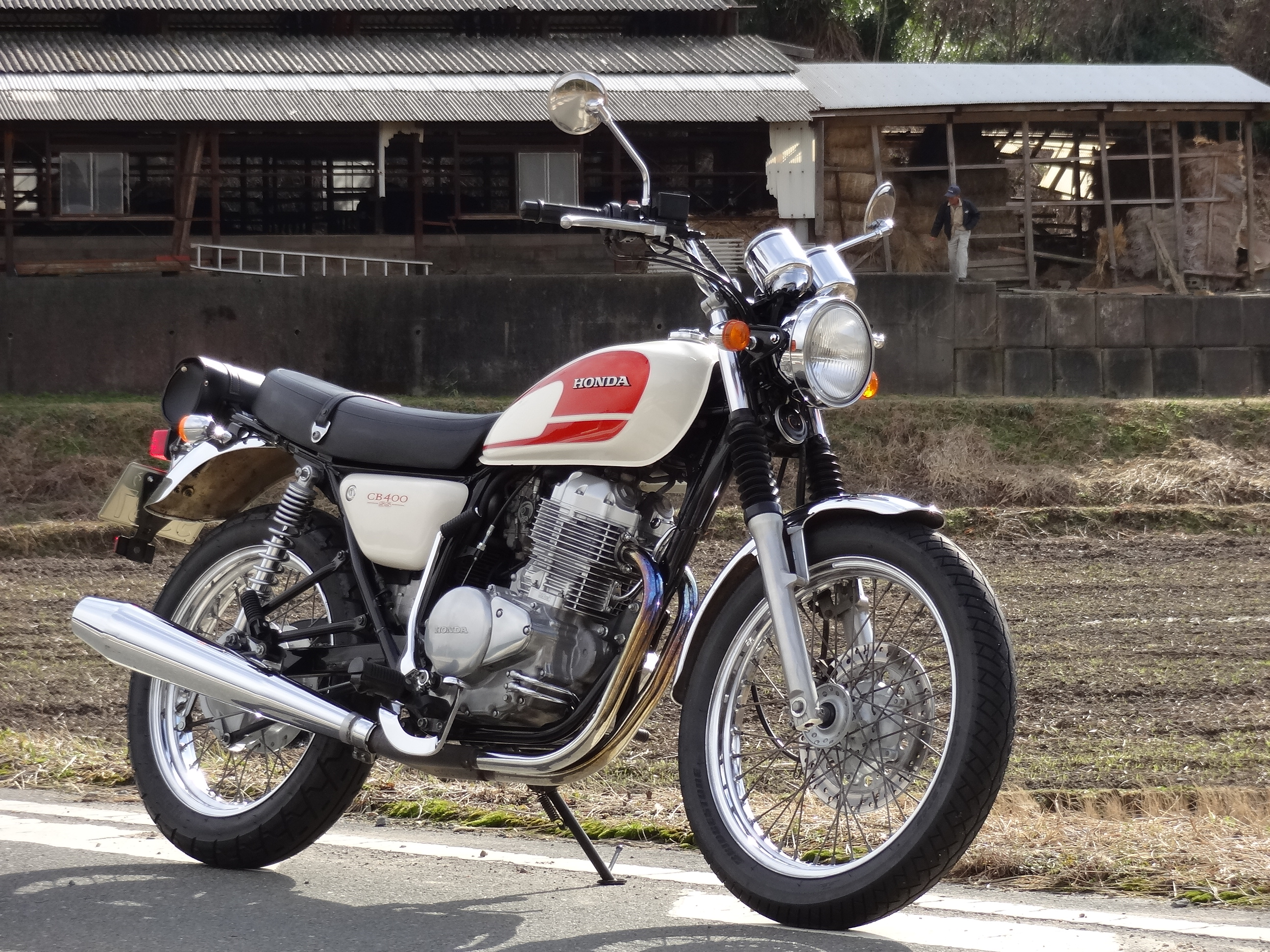
クラシカルホワイト

2003年12月19日発表、同月25日発売
以下のマイナーチェンジを実施
- セルフスターターを搭載
- キックアーム・ブレーキペダル・チェンジペダルはバフ加工後にメッキ処理を施工
- 燃料タンク両側側面に立体エンブレムを採用
- メーター文字盤の色調を青から黒に変更
- 盗難抑止機構H・I・S・Sを新たに搭載
- 車体色を変更

- ブラック（スタンダード）
- フォースシルバーメタリック（スタンダード）
- パールコロナドブルー（ストライプ）
- クラシカルホワイト（ストライプ）

2005年9月29日発表、同月30日発売
以下の車体色へ変更するマイナーチェンジ
- グラファイトブラック
- クラシカルホワイト（スタンダード）
- キャンディーグローリーレッド（ストライプ）
- パールコーラルリーフブルーxクラシカルホワイト（ツートーン）

2006年11月20日発表、同月24日発売
以下の車体色へ変更するマイナーチェンジ
- グラファイトブラック（スタンダード）
- パールコーラルリーフブルーxクラシカルホワイト（ツートーン）
- キャンディーグローリーレッドxクラシカルホワイト（ツートーン）

2007年10月19日発表
同月25日発売で以下の車体色へ変更するマイナーチェンジ
- パールサンビームホワイト（スタンダード）
- キャンディールビジウムレッドxクラシカルホワイト
- タスマニアグリーンメタリック×クラシカルホワイト（ツートーン）

同年11月8日発売の以下に示す特別装備を施した限定車CB400SSスペシャルエディションの受注を11月11日まで実施
- 車体色：キャンディールビジウムレッドxグラファイトブラック
- 着座部ブラック サイド部ブラウンのツートーンシート
- クロームメッキグリップエンド
- サイドカバーに専用マーク
- 燃料タンクに立体軟質ウイングマーク

2008年
生産中止

## メディアへの露出
- 映画「私の中の8ミリ」（2009年 監督：大鶴義丹）：主人公ミハル（演者：岡田理江）が所有

- 藤井風のホンダ・ヴェゼルCM曲「きらり」のオフィシャルミュージックビデオ (2021年 監督：Spikey John)で使用